# 이와이 토시오

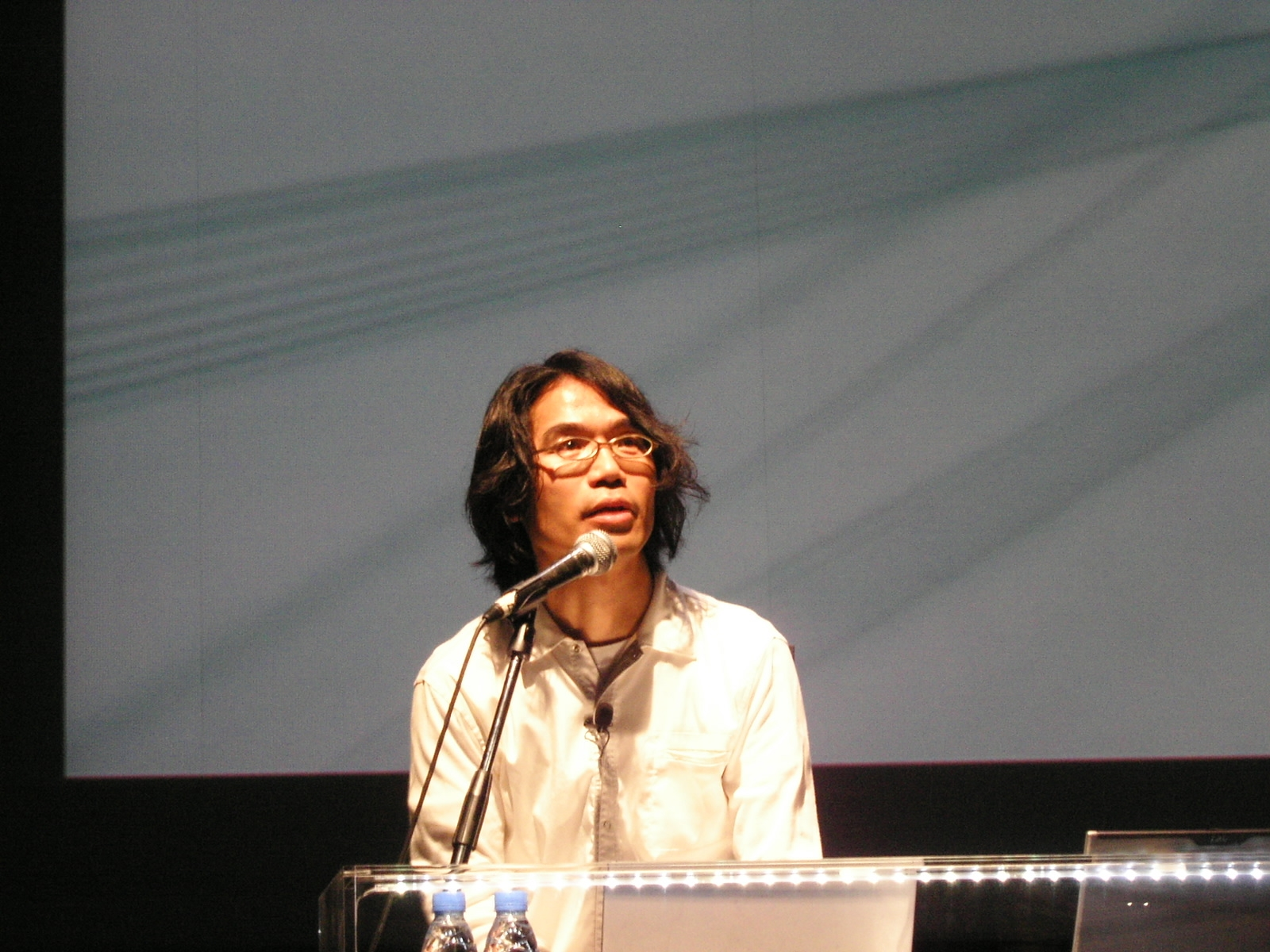

이와이 토시오(岩井俊雄, 1962년 ~ )는 일본의 대화형 매체 및 설치예술가이다. 수많은 상업용 비디오 게임을 개발하였다. 텔레비전, 음악공연, 박물관 디자인, 디지털 뮤지컬 기구 디자인에도 참여했다.https://wonnalogo.modoo.at